# بخش کرچمبو
بخش کرچمبو یکی از بخش‌های تابعهٔ شهرستان بوئین و میاندشت در استان اصفهان ایران است.

## تقسیمات کشوری
- بخش کرچمبو 
  - دهستان کرچمبو جنوبی
  - دهستان کرچمبو شمالی

## جمعیت
براساس سرشماری عمومی نفوس و مسکن در سال ۱۳۹۵، جمعیت بخش کرچمبو برابر با ۴،۱۶۳ نفر بوده‌است. 

## مردم
زبان مردم بخش کرچمبو ترکی و لری می‌باشد.